# De’Longhi
De’Longhi S.p.A. – włoskie przedsiębiorstwo przemysłowe produkujące sprzęt kuchenny, które powstało w 1902 roku w Treviso, we Włoszech.
Początkowo funkcjonowało jako przydomowy warsztat produkujący systemy grzewcze (piece opałowe na drewno), które sprzedawano przedsiębiorstwom. Formalnie firma została zarejestrowana w 1950 roku. Założycielem, prezesem i nestorem rodu jest Giuseppe De’Longhi, a głównym dyrektorem wykonawczym jego syn – Fabio De’Longhi.

## Historia

### Początki
Pierwszy poważny zwrot w historii firmy przypadł na 1970 rok – stworzono wówczas markę De’Longhi i rozpoczęto sprzedaż produktów pod własną nazwą. 5 lat później wprowadzono na rynek pierwszy przenośny grzejnik marki De’Longhi, który odniósł duży sukces. W latach 80. firma zadebiutowała jako producent urządzeń kuchennych oraz rozpoczęła ekspansję na rynek amerykański. W latach 90. nastąpił intensywny rozwój firmy, zostały otworzone przedstawicielstwa w kolejnych krajach Europy i świata. W tej samej dekadzie De’Longhi stworzyło swoje pierwsze ekspresy do kawy i to one stały się produktem, z którym firma zaczęła być kojarzona.

### Rozwój
W 2001 roku De’Longhi przejęła markę Kenwood Limited (europejskiego producenta urządzeń AGD). Obie marki zachowały swoją tożsamość i odrębność asortymentową. W 2012 roku przedsiębiorstwo nabyło od Procter & Gamble bezterminowe prawa do produkcji małych urządzeń marki Braun, przy czym marka Braun w dalszym ciągu należała do P&G.

## Produkty
Grzejniki, od produkcji których zaczęła funkcjonowanie firma De’Longhi, to wciąż ważny segment działalności. Firma produkuje i handluje również: przenośnymi klimatyzatorami, odkurzaczami wodnymi, a także drobnym sprzętem AGD: frytkownicami, żelazkami itp.
Motto przedsiębiorstwa: Better Everyday.